# Arturo Martín Burgos
Arturo Martín Burgos (Madrid, 10 de diciembre de 1961) es un pintor, escultor y diseñador de escenarios. Es conocido por sus escenografías contemporáneas.

## Biografía
Licenciado en Bellas Artes por la Universidad Complutense de Madrid, 1985. Encuadrado dentro del expresionismo abstracto, se caracteriza por trabajar en obras de gran formato.
Como pintor ha expuesto en más de 20 exposiciones individuales y en más de un centenar de exposiciones colectivas.
Como ilustrador, fue el portadista de todos los números de la revista literaria Calamar (1999-2002).
Su obra hace parte de la colección del Museo La Maison d'Eros en Medinacelli, Soria desde 2022.
Como diseñador de escenarios ha trabajado en obras como Una humilde propuesta, 24 hores de la vida d'una dona, y Donde el bosque se espesa (tanto en la obra de teatro como en la adaptación al cine).
Es profesor de pintura en la Universidad Popular de Alcobendas desde 1996.

## Premios y distinciones
Ha recibido en dos ocasiones el premio a la mejor escenografía del Festival de Teatro Ciudad de Palencia, en 2014 por Atra bilis  y de nuevo en 2016 por El triángulo azul.
En 2015 ganó el premio Max de teatro al mejor diseño de espacio escénico por El triángulo azul.
Como pintor ha recibido múltiples galardones, incluyendo:
- Primer Premio en el II Concurso de Pintura Universitaria (Politécnica de Madrid, 1984).
- Primer Premio en el II Concurso de Pintura Comunidad de Madrid (1985).
- Primer Premio en la XIX Convocatoria de Pintura "Pintor Sorolla" (Alicante, 2001).

## Exposiciones
Entre sus exposiciones individuales se encuentran las siguientes:
- Música interior (Galería Ángel Romero, Madrid, 2000).[11]

- Intimidad (Sala NabRoom, Madrid, 2006).[12]

- Atelier: Objetos sin complejos (Centro Cultural Villa de Móstoles, 2012).[13]